# 波普利纳
波普利纳是巴西圣保罗州的一个市镇。总面积315.432平方公里，总人口4285人，人口密度13.6人/平方公里。